# Albert Goblet d’Alviella
Albert Joseph, Goblet d’Alviella grófja (Tournai, 1790. május 26. – Brüsszel, 1873. május 5.) vallon származású katonatiszt, hadmérnök, a napóleoni háborúkban a francia császári hadsereg tisztje, 1814–1830 között a holland királyi hadsereg tisztje, 1830 után a belga királyi hadsereg tábornoka, politikus, hadügyminiszter, 1832–1834 között Belgium miniszterelnöke.

## Élete
Goblet 1790-ben a vallóniai Tournai városában született, amely akkor francia megszállás alatt állt. Előbb a francia hadseregben szolgált, 1802-től kezdve a Saint-Cyr francia tiszti iskola hallgatója lett, 1807-ben az École polytechnique-ben megrendezett nemzeti matematikaverseny első helyezettje lett. 1811-ben kitüntetéssel végezte el az iskolát, majd ezután Nicolas Jean-de-Dieu Soult marsall beosztottja lett. 1813-ban San Sebastian ostrománál harcolt, és bátorságával kitüntette magát. Mint a hadmérnökök egyik képviselőjét Párizsba küldték, hogy személyesen tegyen jelentést a város bevételéról Napóleon császárnak, aki kapitánnyá nevezte ki, és a kitüntette a Becsületrenddel.
A párizsi békeszerződés megkötését (1814. május 30.) követően Soult marsall engedélyével leszerelt a francia hadseregből és a nagyhatalmak által újonnan létrehozott Egyesült Holland Királyság hadseregének tisztje lett. 1815-ben Napóleon visszatérése során I. Vilmos holland király hadseregében részt vett a Quatre Bras-i és a waterlooi csatában. Az itt szerzett érdemei révén a holland Vilmos-rend kitüntetését is megkapta.
A háború befejezése után Vilmos, hadmérnöki tapasztalataira építve, megbízta a Nieuport város körüli erődítmények kiépítésével, majd ezután a francia-holland határ menti erődítményrendszer megerősítésével foglalkozott. 7 évig töltötte be ezt a posztot, majd Orániai Vilmos herceg (a későbbi II. Vilmos holland király) kíséretében Oroszországba látogatott, ahol a cár a Szent Anna-rend kitüntetését adományozta neki. Visszatérésük után Menin város újjáépítésének felügyeletével bízták meg.

### A belga szabadságharc során
A belga szabadságharc  kitörése (1830. november 16.) idején a menini erőd parancsnoka volt. Vilmos király ekkor Antwerpenbe rendelte, de Goblet inkább Brüsszelbe ment, és Charles Le Hon gróf seregéhez csatlakozott. Az ideiglenes belga kormány október 15-én ezredessé nevezte ki és megtette a műszaki alakulatok parancsnokává, valamint megbízta a belga erődítmények védelmével. 1831-ben dandártábornoki rangot kapott, és Érasme-Louis Surlet de Chokier hadügyminisztere lett. Ez a kormány hamarosan válságba került, és Goblet szinte egyedül irányította a hollandok elleni harcot. Amikor 1831. augusztus 2-án a holland csapatok támadást indítottak Belgium ellen, I. Lipót belga király a tanácsát kérte: Goblet ekkor azt javasolta, hogy vonuljanak vissza és összpontosítsanak Mechelen védelmére. Ezzel egyidőben Leuven megadásáról tárgyalt a hollandokkal. 1831 augusztusában Tournai városa jelölte a belga képviselőházba és néhány nappal ezután kinevezték az erődítmények és műszaki csapatok főszemlélőjévé.

### Belgium függetlensége után
Mint Lipót király teljhatalmú képviselője, 1831-ben Londonba utazott, hogy a nagyhatalmak (az Nagy-Britannia, Franciaország, Ausztria, Poroszország és az Orosz Birodalom) képviselőivel Belgium déli részén álló erődítmények sorsáról tárgyaljon. A franciák az erődítmények lerombolását követelték. 1831. november 15-én Goblet elérte, hogy néhány erődítmény fennmaradhasson, de a Menin, Ath, Mariembourg, Mons és Philippeville városokban épült erődöket le kellett rombolni. A szerződést 1831. december 14-én írták alá Londonban Ausztria, Nagy-Britannia, Poroszország és Oroszország képviselői. Ugyanekkor egy titkos egyezményt is kötöttek a franciák tudta nélkül, amelyben a nagyhatalmak megegyeztek, hogy szükség esetén elfoglalhatják ezeket az erődöket.
A belga-holland háborút lezáró XXIV. cikkelyes szerződés parlamenti elfogadása után ismét Londonba kellett utaznia Lipót megbízásából, hogy nagyhatalmakat türelemre intse Vilmos király aláírásának megszerzése ügyében (a király 1839-ig vonakodott aláírni a szerződést, mivel reménykedett abban, hogy legyőzi a lázadókat és visszaszerzi a belga területeket). Mivel ezt a miniszterelnök, Félix de Muelenaere ellenezte és lemondott, a király Goblet-t bízta meg kormányalakítással. Muelenaere miniszterei viszont ellenezték Goblet kinevezését, ezért az új kormány csak 1832. október 20-án tette le a hivatali esküjét. Goblet megtartotta a külügyminiszteri posztot, belügyminiszternek Charles Rogier-t, pénzügyminiszternek Auguste Duvivier-t, igazságügyminiszternek Joseph Lebeau-t, hadügyminiszternek Louis Évain-t nevezte ki. A katolikus párti Felix de Merode gróf tárca nélküli miniszteri posztot kapott.
Goblet első feladata volt, hogy a parlament felhatalmazását kérje ahhoz, hogy a francia csapatok, Étienne Maurice Gérard tábornok irányítása alatt, egyedül kezdhessék meg Antwerpen ostromát, a belga csapatok részvétele nélkül (utóbbit a londoni szerződés tette szükségessé). A parlamenti szélsőségesek és a közvélemény felháborodása ellenére a parlament 44:42 arányban elfogadta a javaslatot, de Goblet ekkor benyújtotta lemondását. A király ekkor megkérte, hogy ügyvezető miniszterelnökként maradjon helyén, de néhány héttel később Goblet mégis távozott posztjáról, amikor a parlament leszavazta a háborús költségvetést. A király ekkor feloszlatta a képviselőházat és új választásokat írt ki.
A választási előkészületek alatt Goblet 1833. május 21-én elérte, hogy Hollandiával meghatározatlan időre meghosszabbítsák a fegyverszünetet, és fenntartsák a két ország által elfoglalt területek status quo-ját (Hollandia megtarthatta Limburg és Luxembourg tartományok egy részét, illetve a kulcsfontosságú Maastricht és Luxembourg erődöket. Az egyezmény értelmében a belga hajók szabad utat kaptak a Schelde folyó, illetve a korábbi egyesült királyság által felvett kölcsönök törlesztését Hollandia vállalta.
A továbbiakban Charles Rogier és Joseph Lebeau vezették a kormányt, míg a külügyminiszteri posztot Felix de Merode töltötte be 1834-ig.

### A Goblet d’Alviella-kormány tagjai
| Miniszteri tiszt        | Név                      | Párt         |
| ----------------------- | ------------------------ | ------------ |
| Külügyminiszter         | Albert_Goblet_d’Alviella | Liberális    |
| Belügyminiszter         | Charles Rogier           | Liberális    |
| Igazságügyminiszter     | Joseph Lebeau            | Liberális    |
| Pénzügyminiszter        | Auguste Duvivier         | pártonkívüli |
| Hadügyminiszter         | Louis Evain              | pártonkívüli |
| Tárca nélküli miniszter | Félix de Merode          | Katolikus    |

### További tevékenysége
A kormányzati posztról való lemondása után a belga hadsereg főszemlélője lett, majd 1835-ben altábornaggyá léptették elő. Ezt követően 3000 belga önkéntes katona élén Lisszabonba utazott, hogy biztosítsa a Szász–Coburg–Gothai-ház részére Portugália trónját. A katonák beérkezése valóban arra kényszerítette I. (Bitorló) Mihály királyt, hogy száműzetésbe vonuljon, és II. (Dicsőséges) Mária királynő visszakapta trónját. Ekkor nevezték ki d’Alviella grófjává, és Lipót király engedélyezte neki, hogy a portugál nemesi címet Belgiumban is használja.
1843-ban ismét miniszteri posztot kapott, Jean-Baptiste Nothomb kormányának külügyminisztere lett. Ebben a tisztségében járult hozzá a kereskedelmi egyezmény megkötéséhez a Német Szövetséggel. Ezt követően megromlott kapcsolata a királlyal, egyrészt azért, mert megtagadta egy Franciaországgal kötendő vámszerződés aláírását, másrészt mert megtagadta Sylvain van de Weyer kormányának támogatását. A hadsereg szükségleteit vizsgáló bizottság tagjaként is szembeszállt a király akaratával, aki Henri de Brouckère-nél elérte, hogy Goblet-t nyugdíjazzák. Ezt követően szülővárosának, Tournai-nak képviselője lett a parlamentben.
1873-ban 83 éves korában Brüsszelben halt meg. Unokája a híres belga történész, Eugène Goblet d’Alviella.

## További olvasmányok
- Mullié, Charles. Biographie des célébrités militaires des armées de terre et de mer de 1789 à 1850 - Albert Goblet d'Alviella (francia nyelven) (1852)
- Juste, Théodore. Les fondateurs de la monarchie belge. Le lieutenant général comte Goblet d'Alviella, ministre d'Etat. D'après des documents inédits. 1790-1869 (francia nyelven) (1870)